# Ceraclea armata
Ceraclea armata là một loài Trichoptera trong họ Leptoceridae. Chúng phân bố ở miền Cổ bắc.